# Passat (gramàtica)
El passat (abreujat PSD) o pretèrit és un dels possibles valors de temps verbal, concretament el referit a esdeveniments que, al moment de l'enunciat (en els passats absoluts) o en el moment de referència (en els passats relatius), ja han passat. Típicament és una categoria expressada en el verb lèxic o el verb auxiliar. 
Per bé que tots els éssers humans distingeixen cognitivament passat, present i futur aquestes distincions semàntiques, no sempre tenen un reflex en la gramàtica. Així no totes les llengües fan distincions gramaticals de passat al verb (el xinès mandarí, per exemple, no ho fa, per la qual cosa que es tracta de temps passat es dedueix contextualment). És a dir, hi ha llengües sense marques verbals per indicar temps passat o futur, usant l'adverbi com "avui", "demà" o "després" quan es vol assenyalar explícitament un instant de temps diferent del present. A més en moltes llengües, l'expressió gramatical del passat es combina amb la del mode i l'aspecte.